# Лутон
Лу́тон (англ. Luton [ˈluːtən], местн. [ˈluːʔən]) — город в Англии, выделенный в унитарную единицу, в южной части церемониального графства Бедфордшир.
Лондонский аэропорт Лутон, открытый в 1938 году, — один из основных аэропортов Британии. Также в городе расположен Бедфордширский университет.
Город издавна известен производством шляп. Также известен карнавалом, традиционно проходящим во время банковских каникул, считающимся самым большим однодневным карнавалом в Европе.
Преобразован в унитарную единицу 1 апреля 1997 года из района бывшего неметропольного графства Бедфордшир. Занимает территорию 43 км² и граничит на юге, западе и севере с унитарной единицей Центральный Бедфордшир, на востоке с церемониальным графством Хартфордшир.

## Население
На территории города проживают 184 371 человек при средней плотности населения 4 253 чел./км².
По состоянию на 2014 год население составило 205 000 человек.
Население города неоднородно. Отмечен один из самых низких процентов белых британцев по стране среди городов (55 %; В Лондоне и Бирмингеме этот показатель составляет, по разным данным, от 50 до 57 % и 53-63 % соответственно). 12 % населения — представители других белых наций (поляки, чехи, албанцы, украинцы). Имеются крупные индийская и пакистанская диаспоры (свыше 20 %), темнокожих и метисов в городе не очень много, однако их доля в процентах выше, чем в других крупных городах.
48 % верующих — христиане, 24 % — мусульмане, имеются большие группы сикхов, индуистов и атеистов. По сравнению с другими городами, процент атеистов в городе относительно низок (10 %)..

## Известные уроженцы, жители
Коллинз, Наташа (1976—2008) — британская актриса и фотомодель.
Тейт, Эндрю Эмори(род. 1986 г.) — американо-британская интернет звезда, блогер, бывший  профессиональный  кикбоксёр.

## Политика
Лутон управляется советом унитарной единицы, состоящим из 48 депутатов, избранных в 19 округах. В результате последних выборов
36 мест в совете занимают лейбористы.

## Экономика
На территории унитарной единицы Лутон, в аэропорту Лутон расположена штаб-квартира крупной авиакомпании EasyJet, акции которой входят в базу расчета индекса FTSE 250.
Также здесь находится завод по производству автомобилей марки Vauxhall, принадлежащей корпорации General Motors; на заводе во времена второй мировой войны выпускались танки «Черчилль».

## Спорт
В Лутоне базируется профессиональный футбольный клуб «Лутон Таун», выступающий в сезоне 2025/26 в Лиге 1, третьем по силе дивизионе страны. Команда принимает соперников на стадионе «Кенилворт Роуд» (вместимость —10 226 зрителей). В ближайшее время будет построена новая арена — «Пауэр Корт».